# Bastide d'Orcel
A Bastide d'Orcel é um histórico ''bastide'' em Aix-en-Provence, na França. Ele está localizado na rota de Galice em Aix-en-Provence, no sudeste da França.
O bastide foi concluído em 1777, uma década antes da Revolução Francesa de 1789. Está listado como um monumento histórico oficial pelo Ministério da Cultura da França desde 1984.